# Folsom Europe
Folsom Europe är en årlig BDSM och läderfestival som hålls i Berlin i september. Fetischfestivalen startade 2003, som en Europeisk variant av föregångaren Folsom Street Fair som startade redan 1984 i San Francisco. Festivalen besöks främst av homosexuella men alla sexuella läggningar är välkomna. Folsom Europe håller till i gaykvarteren i Schöneberg på gatorna Fuggerstrasse och Welserstrasse, nära Wittenbergplatz. Gaykvarteren utgör även centrum för Berlins fetischställen. Här finns läderklubbar och fetischbutiker. Idag är Folsom Europe en av de största fetischfestivalerna i världen och Europas största gatufetischfestival. 

## Bilder

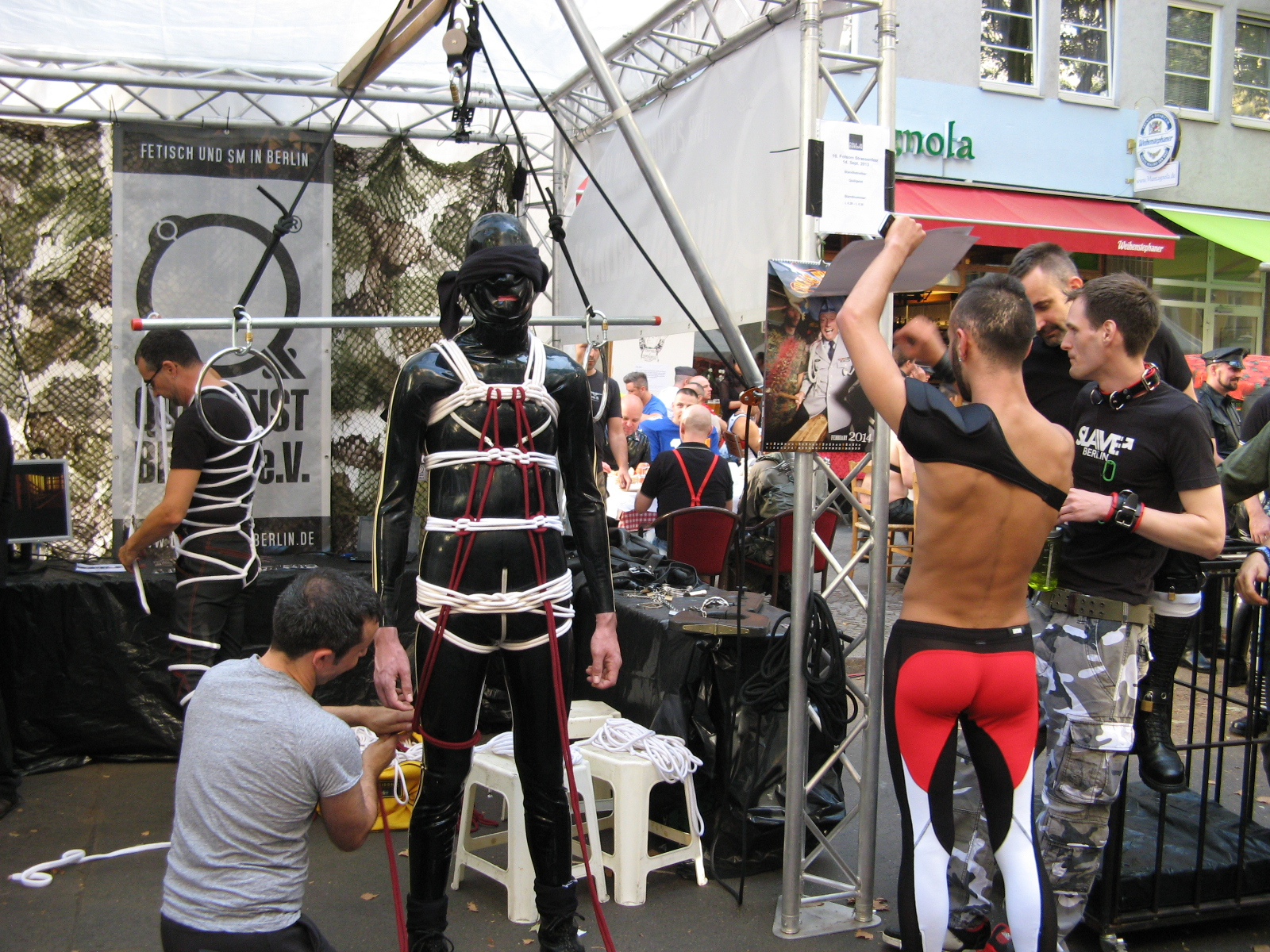
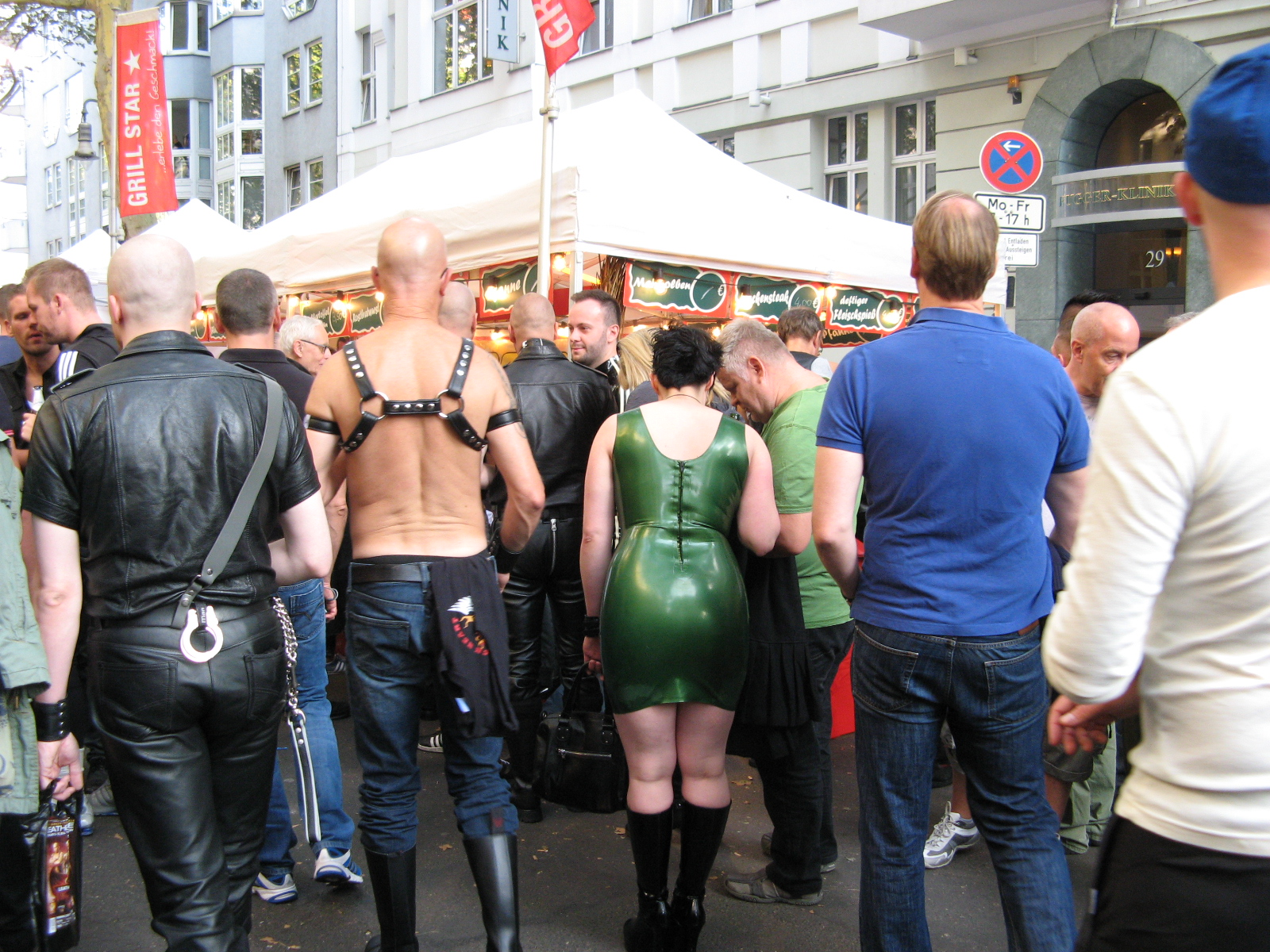
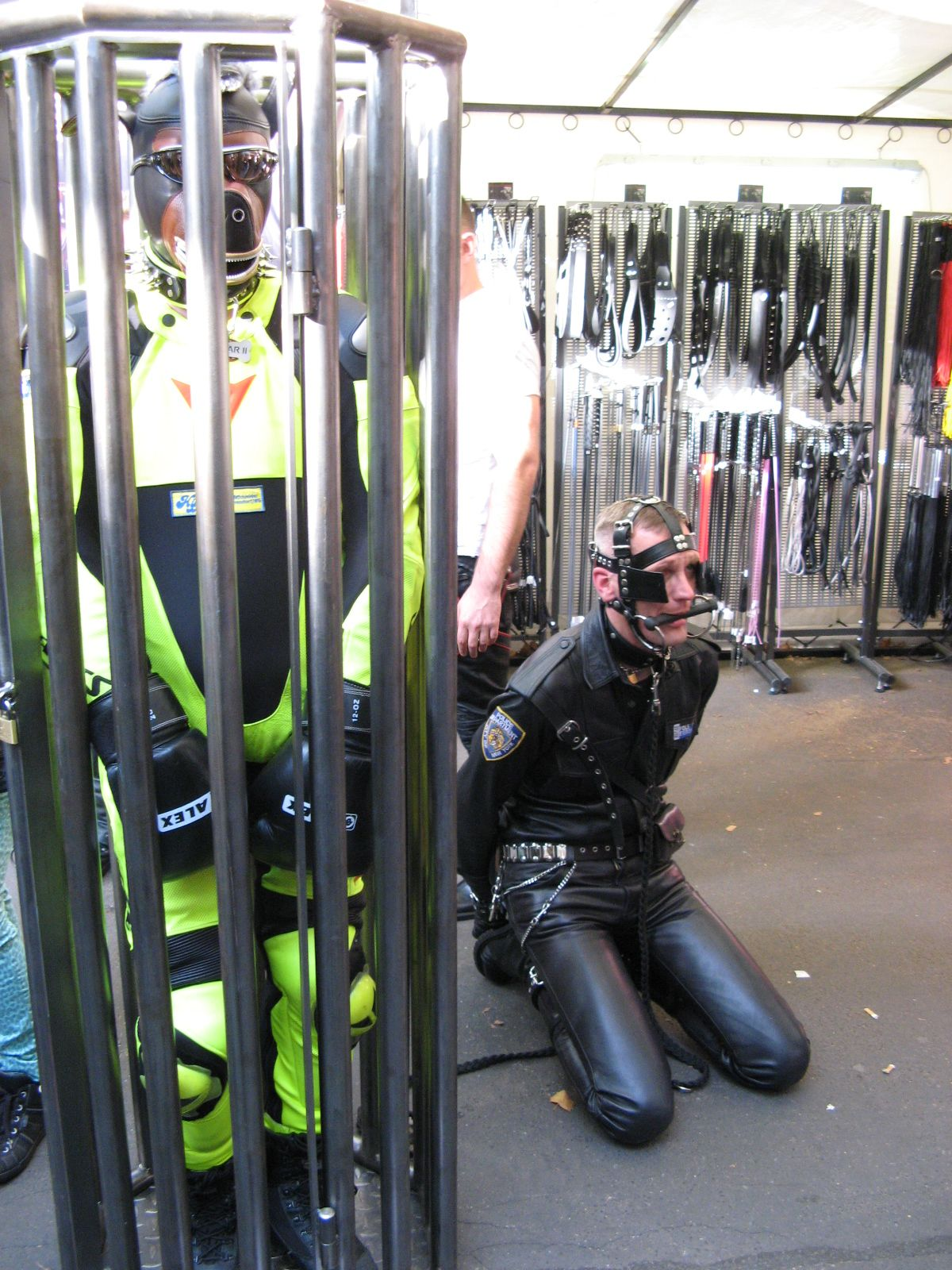
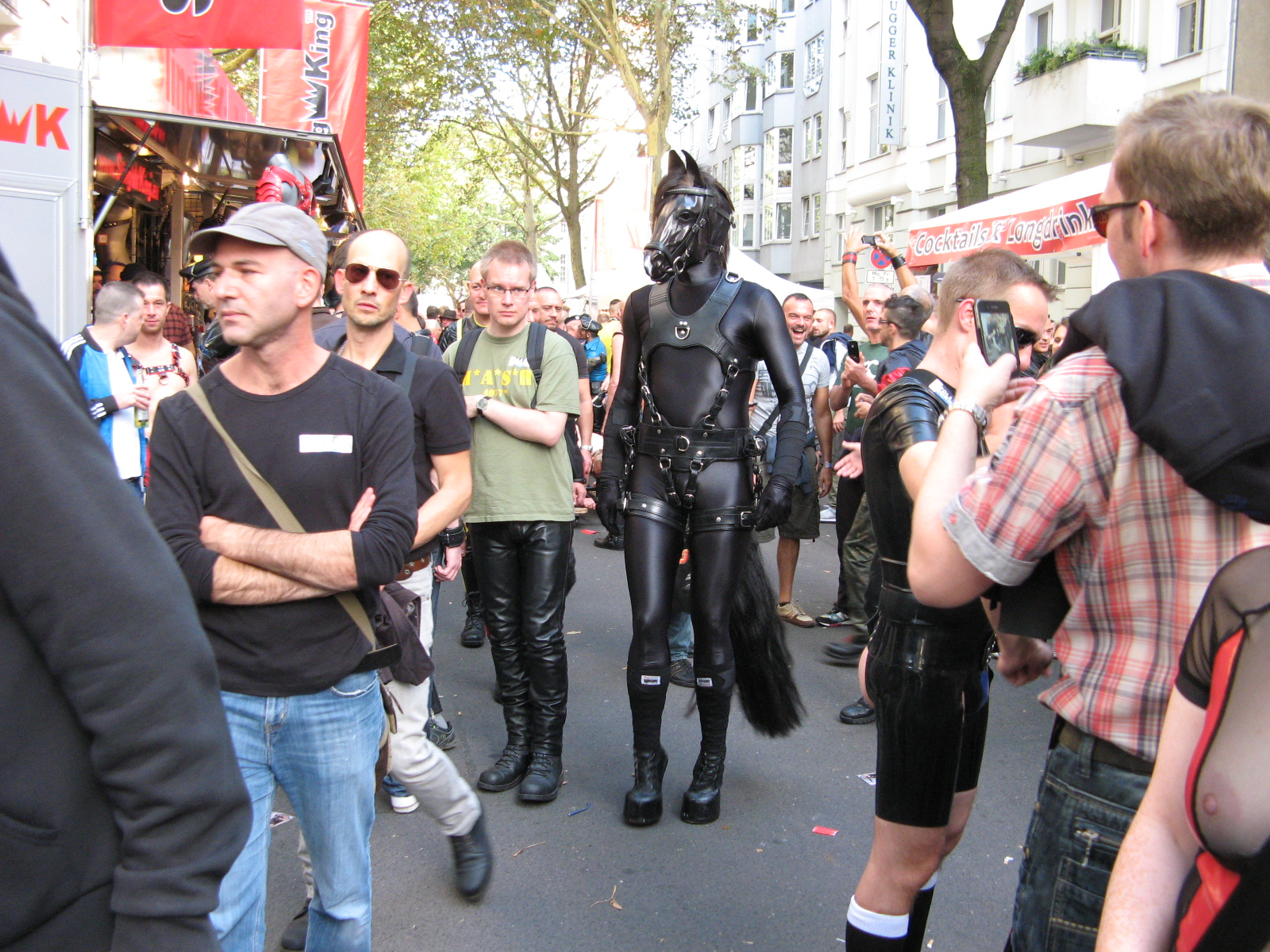